# Fibrinkleber
Fibrinkleber oder -klebstoff (auch Gewebekleber) ist ein physiologischer Zweikomponentenkleber biologischen Ursprungs. Er findet in der Medizin folgende Anwendungen:
- Verklebung von Wundrändern anstelle einer klassischen chirurgischen Naht und zum Verschluss von verletztem Gewebe;
- Sicherung problematischer Nähte;
- Blutstillung von ansonsten unbeherrschbaren Blutungen;
- Unterstützung und Beschleunigung der Wundheilung.

Ein grundsätzlicher Vorteil des Fibrinklebers – gegenüber der herkömmlichen chirurgischen Naht – ist die Schonung besonders empfindlicher Gewebe und die Ausbildung weniger auffälliger Narben, da keine Stiche mit Nadel und Faden gesetzt werden. Der Fibrinkleber klebt das Gewebe an den Wundrändern dauerhaft zusammen, bis die körpereigene Wundheilung den Schaden behoben hat.

## Bestandteile
| Komponente 1               | Komponente 2   |
| -------------------------- | -------------- |
| Fibrinogen und Faktor XIII | Thrombin       |
| Aprotinin                  | Calciumchlorid |

## Funktionsweise
Werden die Komponenten 1 und 2 vermischt, spaltet das Thrombin Fibrinogen in Fibrin und aktiviert den Faktor XIII zu Faktor XIIIa. Faktor XIIIa führt zu einer Quervernetzung des Fibrins, was ein stabiles, reißfestes und zugleich elastisches Fibrinnetz ergibt. Dieser Vorgang entspricht dem letzten Abschnitt der natürlichen Blutgerinnung. Deshalb kann das Fibrinnetz auch von körpereigenen Enzymen aufgelöst (lysiert) werden. Ein „Fädenziehen“ nach der Wundheilung ist deshalb überflüssig. Fibrinkleber ist aus diesem Grund für die Anwendung im Inneren des Körpers besonders gut geeignet. Faktor XIIIa wird bei der Gerinnung in das Fibringerinnsel mit eingebaut und verzögert die Fibrinolyse in seiner natürlichen Funktion. Um auch unter schwierigen Bedingungen eine ausreichende Wundheilung zu gewährleisten, ist in der Komponente 1 Aprotinin enthalten. Aprotinin verzögert die Fibrinolyse durch Bindung an das Enzym Plasmin. Weil es sich dabei um eine reversible Bindung handelt, wird das Plasmin nicht unbrauchbar, sondern in seiner Funktion nur behindert. Dadurch verlangsamt sich die lysierende Wirkung.

## Herstellung der einzelnen Inhaltsstoffe
| Inhaltsstoff           | Herstellung, Anmerkungen |
| ---------------------- | --- |
| Fibrinogen (Faktor I): | Gewinnung aus menschlichem Blutplasma durch Plasmafraktionierung. |
| Thrombin (Faktor IIa)  | Gewinnung von Prothrombin (Faktor II) aus menschlichem Blutplasma durch Plasmafraktionierung und anschließende Aktivierung zu Thrombin (Faktor IIa) |
| Faktor XIII            | Gewinnung aus menschlichem Blutplasma durch Plasmafraktionierung. |
| Aprotinin              | Gewinnung durch Fermentation zerkleinerter Rinderlungen und anschließende Aufreinigung z. B. durch Gelfiltration. Aprotinin ist ein Protein und kann vom menschlichen Körper abgebaut werden. Da es sich für den Menschen jedoch um ein artfremdes Protein handelt, kann es unter bestimmten Umständen zu anaphylaktischen Reaktionen kommen. |
| Calciumionen           | Meist als Lösung von Calciumchlorid-Dihydrat. Calciumionen sind für die Blutgerinnung unerlässlich. |

## Applikationsmöglichkeiten und Anwendungsbeispiele
Die Gabe (Applikation) der Komponenten kann sukzessiv (nacheinander: zuerst die Komponente 1, dann die Komponente 2) oder simultan (beide Komponenten gleichzeitig) durch Aufsprühen mit einer speziellen Doppel-Spritze erfolgen.
Fibrinkleber kann auch im Rahmen endoskopischer Methoden eingesetzt werden.
Die folgende Auflistung gibt einen kurzen Überblick der zahlreichen Anwendungsmöglichkeiten von Fibrinkleber.
- Die inneren Organe Leber, Milz, Lunge, Bauchspeicheldrüse und Nieren: Verbindung der Wundränder nach Verletzung oder Operation, ohne weiteren Schaden zu verursachen, wie es bei der herkömmlichen chirurgischen Naht der Fall wäre. Blutungen werden schnell gestoppt, was bei diesen oft stark blutenden Organen ein großer Vorteil ist.
- Haut: Verbessertes und schnelleres Anwachsen von Transplantaten zur Behandlung von Verbrennungen und zugleich ein besserer Schutz vor Infektionen. Fibrinkleber sorgt für einen gas- und wasserdichten Wundverschluss und verhindert so das Eindringen von Krankheitserregern.
- Augenheilkunde: Bei Operationen an der Augenlinse (z. B. „grauer Star“) kann die neue Linse in das Auge eingeklebt, anstatt eingenäht werden.
- Bei Schönheitsoperationen wird Fibrinkleber zur Vermeidung zusätzlicher Narben durch Nähte und eine verbesserte Wundheilung eingesetzt.
- Behandlung von blutenden Magen- oder Darmverletzungen über ein Endoskop durch direktes Auftragen des Fibrinklebers.
- Zudem gibt es vielfältige Anwendungsbeispiele in der Hals-Nasen-Ohren-Heilkunde, denn hier sind die zu behandelnden Stellen oft nur schwer zugänglich und/oder sehr klein und empfindlich.

## Hinweise und Anmerkungen
Da es sich bei den Ausgangsstoffen Fibrinogen, Thrombin, Faktor XIII und Aprotinin um biologische Substanzen handelt, ist eine Infektion mit Krankheitserregern nie ganz auszuschließen. Bei den durch Plasmafraktionierung hergestellten Inhaltsstoffen betrifft dies besonders das Risiko einer Infektion mit HIV und Hepatitis B, sowie weiteren Krankheitserregern, die durch Blutprodukte übertragbar sind.
Fibrinkleber wird in Deutschland heute verbreitet eingesetzt. Die erheblichen Kosten der Komponenten stehen dabei im Gegensatz zum Nutzen aus seiner Anwendung. So ist eine Ausweitung der Anwendungsmöglichkeiten auf weniger schwierige Fälle derzeit aus Kostengründen oft nicht möglich.
Trotzdem wird zur Verbesserung des Behandlungserfolgs der herkömmlichen Methoden die Anwendung von Fibrinkleber auf immer wieder neuen Gebieten erprobt.
Eine interessante Alternative/Ergänzung zu Fibrinklebern ist das seit 1964 auch in der Medizin bewährte Cyanoacrylat. Es kann massive Blutungen stoppen, nahtfrei Wunden verschließen und stellt aufgrund der rein chemischen Produktion kein Infektionsrisiko dar.